# アイドルパーティー
アイドルパーティーは、アニメーション制作会社の6次元アニメーションと千葉テレビ放送（チバテレ）の制作で、2016年4月から6月に放送の、主にアイドルをとりあげたバラエティ番組である。

## 概要
アイドルやアニメに関するトークや各種企画を中心とした番組である。
制作局であるチバテレでは、当番組が放送されている水曜24時台は2016年3月まで永らく、ビーイングとの共同制作によるビーイング所属アーティストを中心とした音楽番組を放送し、全国の地方局にネットしていた。2016年3月に終了した『MUSIC LAUNCHER』の後枠として放送されるが、当番組はビーイングは全く関係なく、ネット局も前番組の22局から開始当初は13局と大幅に縮小している（それでも、独立局制作番組としては異例のネット局数の多さであった）。
しかし、後述するとおり2016年5月に突如チバテレ以外でのネットを打ち切り、以後はチバテレのみの放送となっていたが、そのチバテレでの放送も6月で終了することになった。

## 出演者
レギュラー出演者のみ記載。
- 原駅ステージA - 「DANCE DANCE DANCE」コーナーに出演
- イチサキミキ - 「アイドル女子会」コーナーMC
- ゴンゾー - 「アニメモデルオーディション」コーナー男性MC
- 阿川祐未 - 「アニメモデルオーディション」コーナー女性MC

## 主なコーナー
- DANCE DANCE DANCE

原駅ステージAのコーナー。ダンスボーカルグループである原駅ステージAによる、ダンスバトル。
- アイドル女子会

毎週ゲストアイドルを迎えての、トークやロケ企画。
- アニメモデルオーディション

オリジナルのCGアニメに登場するモデルなどを、オーディションで選考する企画。

## ネット局・放送時間
制作局のチバテレをはじめ、一部局では『MUSIC LAUNCHER』を放送していた枠でそのまま放送している。なお、当初はサンテレビでも放送予定とされていたが、現段階で放送予定はない。また、一部局では2016年4月のみの期間限定として予定されていたが、結果的にはそれ以降も5月までは放送を継続していた。
2016年5月で、制作局のチバテレを除き全てネット終了。6月はチバテレのみで放送時間を変更の上継続していた。

### 番組終了時の放送局
| 放送対象地域 | 放送局                       | 系列   | 放送日時           | 備考                                                |
| ------------ | ---------------------------- | ------ | ------------------ | --------------------------------------------------- |
| 千葉県       | 千葉テレビ放送（CTC） 制作局 | 独立局 | 木曜 24:00 - 24:30 | 2016年4月 - 5月は水曜 24:00 - 24:30に放送していた。 |

### 2016年4・5月のネット局
| 放送対象地域 | 放送局                   | 系列                          | 放送日時           | 備考 |
| ------------ | ------------------------ | ----------------------------- | ------------------ | --- |
| 京都府       | 京都放送（KBS）          | 独立局                        | 水曜 25:30 - 26:00 | 6月以降は同じチバテレ制作の『ごちそうライフ2』を放送。                                                                  |
| 宮城県       | 宮城テレビ放送（MMT）    | 日本テレビ系列                | 水曜 25:59 - 26:29 | 6月以降は同じチバテレ制作の『マネまねSHOW TV〜IT'S SHOW TIME〜』を放送。                                                |
| 埼玉県       | テレビ埼玉（TVS）        | 独立局                        | 水曜 26:00 - 26:30 | 6月以降は同じチバテレ制作の『マネまねSHOW TV〜IT'S SHOW TIME〜』を放送。                                                |
| 静岡県       | 静岡第一テレビ（SDT）    | 日本テレビ系列                | 水曜 26:04 - 26:34 | 6月以降はテレビショッピング（30分繰り上げ）を放送。                                                                     |
| 北海道       | 札幌テレビ放送（STV）    | 日本テレビ系列                | 木曜 25:59 - 26:29 | 6月以降は同じチバテレ制作の『マネまねSHOW TV〜IT'S SHOW TIME〜』を放送。                                                |
| 広島県       | 広島ホームテレビ（HOME） | テレビ朝日系列                | 土曜 27:05 - 27:35 | 6月以降は同じチバテレ制作の『ごちそうライフ2』を放送。                                                                  |
| 奈良県       | 奈良テレビ放送（TVN）    | 独立局                        | 日曜 25:30 - 26:00 | 6月以降はBSジャパン制作の『トムさんの田舎のごちそう』を放送。                                                           |
| 大分県       | テレビ大分（TOS）        | 日本テレビ系列 フジテレビ系列 | 月曜 25:49 - 26:19 | 6月以降は日本テレビ制作の『HiGH&LOW Season2』（30分繰り上げ）を放送。                                                   |
| 中京広域圏   | CBCテレビ（CBC）         | TBS系列                       | 月曜 26:20 - 26:50 | 6月以降は同じチバテレ制作の『マネまねSHOW TV〜IT'S SHOW TIME〜』を放送。                                                |
| 群馬県       | 群馬テレビ（GTV）        | 独立局                        | 火曜 24:00 - 24:30 | 6月以降は日音制作の『未来定番曲』を枠移動で放送。                                                                       |
| 沖縄県       | 琉球朝日放送（QAB）      | テレビ朝日系列                | 火曜 25:20 - 25:50 | 6月以降は同じチバテレ制作の『マネまねSHOW TV〜IT'S SHOW TIME〜』を放送。                                                |
| 神奈川県     | テレビ神奈川（tvk）      | 独立局                        | 火曜 26:30 - 27:00 | チバテレ制作のビーイング音楽番組はネットしていなかった。 6月以降は自社制作の『PPV』・『音楽缶』（30分繰り上げ）を放送。 |